# HDRI
High Dynamic Range Imaging, HDRI или само HDR (изображения с висок динамичен обхват) е термин от областта на фотографията и компютърната графика, който описва ефекта от и включва съвкупност от техники, позволяващи по-голям динамичен обхват, отколкото една-единствена експозиция. Основната цел на HDRI е да се преодолее ограниченият динамичен обхват на филмовите експозиции или сензорите на съвременните камери и с това да се репродуцира по-точно нивата на яркост на сниманата сцена, и често представлява комбиниране и манипулиране на клин по експозиции на една и съща статична сцена. Второстепенната цел и практически отделен процес е компресирането на контраст или транслиране на тоналности, за да може изображение с HDR да се събере в цветовото пространство на печата, проектора, монитора или въобще медията за крайна репродукция или като универсален носител, един от стандартните файлови формати за съхранение и пренос на изображения.

## Термини, използвани при HDR фотографията и пост-обработка
- HDRI – high dynamic range image – изображение с висок динамичен диапазон
- LDRI – low dynamic range image – изображение с нисък динамичен диапазон (обикновена цифрова снимка) или образ, възпроизведен от повечето монитори.[2]
- Tone mapping – поради липса на подходящ превод на български, освен техническото „транслиране на тоналности със запазен или повишен локален и стандартно компресиран глобален контраст“, често се използва в оригинал или като транскрипция на български – тоун мапинг, и е отделен процес от създаването и съхраняването на HDRI приложим и върху LDRI, представляващ набор от техники за компресиране на гама кривата по региони от изображението според абсолютната им яркост. Процесът е замислен като средство за възпроизвеждане на близък до реалния локален контраст и глобален близък до стандартното компресиране на контраста. Понякога HDR и Tone mapping се използват като взаимозаменяеми понятия, което е абсолютно грешно.

## Техника на заснемане
Използва се фотографската техника с множествено експониране, наречена клин по експозиция, още известна с английското бракетинг, и включва снемането на повече от едно изображение на идентична по възможност статична сцена, различаващи се по експозиция с избрана обикновено стандартна стъпка. Повечето съвременни камери имат този автоматичен режим (AEB, automatic exposure bracketing) или експозицията може да се варира в ръчен режим.
Приема се, че недоекспонираните снимки съдържат по-качествена информация за светлите части от сцената, а преекспонираните възпроизвеждат по-добре тъмните части с по-ниско ниво на шума. С последващото им комбиниране в камерата, ако такава функция съществува, или в постобработка се разширява динамичният обхват на кадъра.

### Особености на камерите
Повишаването на динамичния обхват се влияе до различна степен от показателите и спецификациите на използвания фотоапарат, като крива на гамата, резолюция на сензора, шум, фотометрия на системата и цветова калибровка. Висока тежест носи и оптиката във фотографската система, като най-високо значение за качеството на крайния резултат има не толкова нейната резолюция, колкото възможността и да резолира контрастни граници между тъмни и светли участъци в един кадър, много често, но погрешно описвано като контраст и по-скоро свързано със, но не изключително: антирефлексните покрития, сработването с конкретния фотоапарат, наличието на необразоформираща светлина, попаднала в обектива, ако не се ползва сенник, или той е неадекватен, качеството на изработка и проектиране и до някаква степен късмет, тъй като ползването на апаратите и оптиките за HDR не е от главните приоритети на проектантите.

### Транслиране на тоналности и оператори
От една страна стои методът на едностъпково обработване само с глобални оператори, чийто продукт е изображение със стандартно компресиран контраст, което впоследствие може да се манипулира до голяма степен като обикновено изображение, и от друга страна – тоун мапинга, който според използваните алгоритми и настройките им произвежда не фотореалистично изображение с много често наднормено висок локален контраст и наситеност, намалена яркост и множество артефакти от несъвършенства в алгоритмите.

## Средата на деветнадесети век
Идеята да се използват няколко експозиции, за да се коригира твърде широк обхват на осветеност, е първоначално усвоена около 1850 г. от французина Густав Льо Гре (Gustave Le Gray) при опитите му да пресъздаде едновременно море и небе. Въпреки че в днешно време проблемът изглежда тривиален, то по онова време такова пресъздаване с единична експозиция е невъзможно със стандартни методи. Льо Гре използва един негатив за небето и друг за морето при по-дълга експозиция и комбинира двата при засветяването на позитива.

### Средата на двадесети век
Контрол на тоналността се постига с локално засветяване или затъмнение при засветяването на снимката или междинен етап и така се постига по-добро тонално пресъздаване. Това е възможно заради по-големия динамичен обхват на използваните негативи спрямо фотохартията за крайна разпечатка, ако снимката се засвети при нормален процес. Отличен пример е фотографията на Юджин Смит „Швайцер до лампата“ от неговото фотоесе от 1954 г. на име „Милостив човек“ на тема хуманитарната работа на д-р Алберт Швайцер във Френска екваториална Африка. Общо пет дни отнема пресъздаването на желания от автора тонален обхват на сцената.
Ансел Адамс издига този процес до изкуство. Много от неговите известни творби са манипулирани в тъмната стая точно с тези две техники. Той написва обстойна книга за пост продукцията, наречена „Печат“, която засяга екстензивно тези процеси в контекста на негова зонова система.

### Късен двадесети век
Концепцията за локален контрол на тоналността е приложена във видеокамери от група в Израелския технологичен институт „Техион“, водена от професор Зеви, който внася заявка за патент през 1988 г.
През 1993 г. същата група представя първите камери за медицински цели, които заснемат в реално време множествени експозиции и образуват HDR видеоснимка.
Съвременните образи с висок динамичен обхват използват изцяло различен подход, основан на създаването на ВДО, използвайки само глобални оператори – операции по целия образ и впоследствие транслират тоналностите локално. Цялостният HDR е първоначално представен през 1993 г., като довежда до математическа теория за различно експонираните снимки на една сцена, публикувана от Стив Ман и Росалинд Пикард.
Налагането на потребителски цифрови камери създава нова нужда HDR да подобри светлочувствителността на сензорите на цифровите камери, които първоначално са с много по-нисък динамичен обхват от дотогава използвания филм. Стийв Ман разработва и патентова метод за глобален ВДО за цифрови образи в Медийната лаборатория на Масачузетския технологичен институт.
Методът включва две стъпки. Първата е генериране на светлинно пространство само с глобално оператори и второто манипулира локалите до постигане на желания образ в избраното изходно цветово пространство. Плюс на двустъпковата обработка е, че междинният образ може да се ползва за целите на компютърно зрение или друг вид специализирани обработки.

## Примери
Пример с комбиниране на четири нормални образа за постигане на два различни тонално транслирани резултата:
Оригинални експозиции
- –4 стопа
- –2 стопа
- +2 стопа
- +4 стопа

Резултати с разширен динамичен обхват
- Стандартно компресиране на контраста
- Локално транслиране на тоналността

## Програми и плъгини за HDR в постобработка
- Qtpfsgui
- Photomatix
- I2e image enhancement software
- Shadow Illuminator
- Kodak Digital SHO Professional
- Shadow Fixer.
- Shadow Control
- PhotoFlair (Retinex algorithm)
- HDRshop
- Photogenics.HDR